# 42. Tony-gála
A 42. Tony-gála az 1987/1988-as szezon legjobb Broadway színházi alakításait értékelte. A díjátadót 1988. június 5-én tartották a New York-i Minskoff Theatreben, a műsor házigazdája Angela Lansbury volt. A gálát az CBS televízióadó közvetítette élőben.

## Győztesek és jelöltek
A nyertesek félkövérrel jelölve.
| Legjobb színdarab | Legjobb musical |
| --- | --- |
| - M. Butterfly – David Henry Hwang - A Walk in the Woods – Lee Blessing - Joe Turner's Come and Gone – August Wilson - Speed-the-Plow – David Mamet | - Az operaház fantomja - Vadregény - Romance/Romance - Sarafina! |
| Legjobb színdarab újra a színpadon | Legjobb szövegkönyv musicalben |
| - Mi jöhet még? - A vágy villamosa - Kabaré - Dreamgirls | - James Lapine – Vadregény - Lee Breuer – The Gospel at Colonus - Richard Stilgoe, Andrew Lloyd Webber – Az operaház fantomja - Barry Harman – Romance/Romance                                                                                         |
| Legjobb férfi főszereplő színdarabban | Legjobb női főszereplő színdarabban |
| - Ron Silver – Speed-the-Plow (Charlie Fox) - Derek Jacobi – A kód feltörése (Alan Turing) - John Lithgow – M. Butterfly (Rene Gallimard) - Robert Prosky – A Walk in the Woods (Andrey Botvinnik)                                                                                    | - Joan Allen – Kéretik elégetni (Anna Mann) - Blythe Danner – A vágy villamosa (Blanche Du Bois) - Glenda Jackson – Macbeth (Lady Macbeth) - Frances McDormand – A vágy villamosa (Stella Kowalski)                                                    |
| Legjobb férfi főszereplő musicalben | Legjobb női főszereplő musicalben |
| - Michael Crawford – Az operaház fantomja (Az operaház fantomja) - Scott Bakula – Romance/Romance (Alfred Von Wilmers/Sam) - David Carroll – Sakk (Anatoly) - Howard McGillin – Mi jöhet még? (Billy Crocker)                                                                         | - Joanna Gleason – Vadregény (Pékné) - Alison Fraser – Romance/Romance (Josefine Weninger/Monica) - Judy Kuhn – Sakk (Florence) - Patti LuPone – Mi jöhet még? (Reno Sweeney)                                                                          |
| Legjobb férfi mellékszereplő színdarabban | Legjobb női mellékszereplő színdarabban |
| - BD Wong – M. Butterfly (Song Liling) - Michael Gough – A kód feltörése (Dillwyn Knox) - Lou Liberatore – Kéretik elégetni (Larry) - Delroy Lindo – Joe Turner's Come and Gone (Herald Loomis)                                                                                       | - L. Scott Caldwell – Joe Turner's Come and Gone (Bertha Holly) - Kimberleigh Aarn – Joe Turner's Come and Gone (Mattie Campbell) - Kate Nelligan – Serious Money (További szereplők) - Kimberly Scott – Joe Turner's Come and Gone (Molly Cunningham) |
| Legjobb férfi mellékszereplő musicalben | Legjobb női mellékszereplő musicalben |
| - Bill McCutcheon – Mi jöhet még? (Moonface Martin) - Anthony Heald – Mi jöhet még? (Lord Evelyn Oakleigh) - Werner Klemperer – Kabaré (Herr Schultz) - Robert Westenberg – Vadregény (Farkas / Hamupipőke hercege)                                                                   | - Judy Kaye – Az operaház fantomja (Carlotta Guidicelli) - Leleti Khumalo – Sarafina! (Sarafina) - Alyson Reed – Kabaré (Sally Bowles) - Regina Resnik – Kabaré (Schneider kisasszony)                                                                 |
| Legjobb eredeti zene | Legjobb koreográfia |
| - Vadregény – Stephen Sondheim (zene és dalszöveg) - Az operaház fantomja – Andrew Lloyd Webber (zene), Charles Hart, Richard Stilgoe (dalszöveg) - Romance/Romance – Keith Herrmann (zene), Barry Harman (dalszöveg) - Sarafina! – Mbongeni Ngema, Hugh Masekela (zene és dalszöveg) | - Michael Smuin – Mi jöhet még? - Lar Lubovitch – Vadregény - Gillian Lynne – Az operaház fantomja - Ndaba Mhlongo, Mbongeni Ngema – Sarafina! |
| Legjobb színdarabrendező | Legjobb musicalrendező |
| - John Dexter – M. Butterfly - Gregory Mosher – Speed-the-Plow - Lloyd Richards – Joe Turner's Come and Gone - Clifford Williams – A kód feltörése | - Harold Prince – Az operaház fantomja - James Lapine – Vadregény - Mbongeni Ngema – Sarafina! - Jerry Zaks – Mi jöhet még? |
| Legjobb díszlettervezés | Legjobb jelmeztervezés |
| - Maria Björnson – Az operaház fantomja - Isioka Eiko – M. Butterfly - Tony Straiges – Vadregény - Tony Walton – Mi jöhet még? | - Maria Björnson – Az operaház fantomja - Ann Hould-Ward – Vadregény - Isioka Eiko – M. Butterfly - Tony Walton – Mi jöhet még? |
| Legjobb látványtervezés | |
| - Andrew Bridge – Az operaház fantomja - Paul Gallo – Mi jöhet még? - Richard Nelson – Vadregény - Andy Phillips – M. Butterfly | |

### Különdíjak
- A legjobb körzeti színház: South Coast Repertory, Costa Mesa, CA
- Tony-különdíj: Brooklyn Academy of Music

## Előadott számok és jelenetek
- Tánckar ("Music and the Mirror" - Donna McKechnie)
- Mi jöhet még? ("Anything Goes" - Patti LuPone)
- Dreamgirls ("One Night Only"/"Dreamgirls" - Sheryl Lee Ralph, Loretta Devine, Terry Burrell)
- Vadregény ("Into the Woods"/"Children Will Listen" - Phylicia Rashad)
- Az operaház fantomja ("The Phantom of the Opera"/"The Music of The Night" - Sarah Brightman, Michael CrawfordÖ
- Romance/Romance ("I'll Always Remember the Song"/"It's Not Too Late" - Scott Bakula, Alison Fraser)
- Sarafina! ("Sarafina!")
- M. Butterfly (John Lithgow, BD Wong)
- Joe Turner's Come and Gone (Mel Winkler, Ed Hall, Delroy Lindo)
- A Walk in the Woods (Sam Waterston, Robert Prosky)
- Speed-the-Plow (Joe Mantegna, Ron Silver)[1]

## Fordítás
- Ez a szócikk részben vagy egészben  a(z)   42nd Tony Awards című angol Wikipédia-szócikk fordításán alapul.  Az eredeti cikk szerkesztőit annak laptörténete sorolja fel. Ez a jelzés csupán a megfogalmazás eredetét és a szerzői jogokat jelzi, nem szolgál a cikkben szereplő információk forrásmegjelöléseként.